# Revelations: Persona
Revelations: Persona, lanzado en Japón como Megami Ibunroku Persona (女神異聞録ペルソナ Megami Ibunroku Perusona?), es el primer juego de la serie de RPG Persona. El juego fue originalmente lanzado en la consola PlayStation para Japón y Norteamérica; la versión japonesa tuvo un port para Windows. Basado en un Japón contemporáneo, Revelations: Persona está protagonizado por un grupo de estudiantes de preparatoria que, armados con armas y enlazados a seres sobrenaturales conocidos como Persona, se unen para luchar contra los demonios que invaden su ciudad.
Un remake de este juego llamado Shin Megami Tensei: Persona y conocido en Japón simplemente como Persona (ペルソナ Perusona?), fue lanzado para PlayStation Portable en 2009. En Japón se lanzó el 29 de abril de 2009, en Norteamérica el 22 de septiembre de 2009 en UMD y el 1 de octubre para la PlayStation Store como juego descargable. La versión incluye una interfaz de usuario rediseñada, nuevas cinemáticas, múltiples niveles de dificultad y una nueva banda sonora.

## Jugabilidad
A diferencia de los juegos de "Shin Megami Tensei" la trama de Persona no implica invocadores de demonios. En cambio la "Party" consta de un grupo de adolescentes provistos de armas de fuego y armamento de cuerpo a cuerpo. Cada uno puede invocar una persona--Una faceta de su personalidad usada en batalla para luchar contra demonios, funcionando como fuente para los "hechizos mágicos", un elemento tradicional en los juegos de rol.
En Revelations: Persona el jugador navega e interactúa con el mundo de diferentes maneras. Al recorrer la ciudad principal el mundo es visto desde una perspectiva aérea. A diferencia de los siguientes juegos de la saga los edificios y pasillos se navegan desde una vista en primera persona. Sin embargo, cuando el jugador entra en una habitación, la cámara cambia a una perspectiva isométrica, permitiendo al jugador interactuar con los miembros de su party y otros personajes no jugadores. A pesar de que Persona fue uno de los primeros juegos de la saga "Megami Tensei" en presentar una perspectiva isométrica, las mazmorras se siguen navegando en una perspectiva en primera persona. Ambos de estos vestigios se abandonaron en las siguientes entregas de la saga Persona. Otra característica de la saga, un icono mostrando la fase lunar, también aparece en Persona. Además de mostrar el paso del tiempo en el juego, el estado de la Luna determina los patrones de actividad de los demonios enemigos y sus estado de ánimo si el jugador intenta negociar con uno.

## Cambios por versiones y región.
Cuando se lanzó por primera vez en Japón en 1996  Megami Ibunroku Persona, el aspecto del personaje principal mantenía un estilo de moda de aquel momento, presentaba un cabello largo oscuro, con un arete en la oreja. Aspecto que fue cambiado cuando el juego llegó a América como Persona:Revelations en 1997, la piel la tornaron más pálida, el pelo  pelirrojo y más corto, finalmente el arete fue removido. Este fue uno de los tantos personajes rediseñados, para hacerlo "más americano".